# 大兴府
大兴府，中国金朝初年至元朝末年的府。

## 沿革

### 金朝
金朝贞元元年三月二十六日（1153年4月21日），從上京路會寧府遷都至燕京路析津府，並改燕京路為中都路，析津府為大興府，治大兴县（舊名析津县，在今北京市）。大興府辖境为今河北省内长城以南，永定河、北运河流域之间，領九縣：大興（附郭）、宛平（附郭）、安次、漷陰、永清、香河、武清、昌平、良鄉；六支郡：通州、薊州、易州、涿州、順州、檀州。貞元二年（1154年），廢檀州，所領密雲縣改屬順州。大定十二年（1172年），分香河縣置寶坻縣。承安三年（1198年），以寶坻、香河、武清三縣置盈州，為大興府支郡。不久即廢盈州，三縣仍屬大興府。貞祐二年五月十八日（1214年6月27日），遷都南京路開封府，升通州為防禦州。至此，大興府領十縣：大興、宛平、安次、漷陰、永清、寶坻、香河、武清、昌平、良鄉；四支郡：薊州、易州、涿州、順州。貞祐三年（1215年），大興府陷於大蒙古國。

### 元朝
大蒙古國太祖十年（1215年），改中都路為燕京路，大興府仍隸之。太宗七年（1235年），安次縣改屬霸州。至元元年（1264年），復燕京路為中都路，大興府仍隸之。至元四年（1267年），遷都於此。至元九年（1272年），改中都路為大都路，大興府仍隸之。至元十三年（1276年），升漷陰縣為漷州，香河、武清二縣改屬漷州。至此，大興府領六縣：大興、宛平、永清、寶坻、昌平、良鄉。
明朝洪武元年（1368年），改大都路為北平府；廢大興府，領縣直隸於北平府。

## 長官

### 金代大興尹（1153年－1189年）
- 赤盞暉[4]
- 徒單貞（？－1159年）[5]
- 蕭玉（1161年）[5]
- 完颜塔懒（1161年）
- 李天吉（1161年）
- 阿琐（1161年）
- 完颜彀英（1161年）
- 完颜宗宪（1161年－1162年）
- 唐括安禮（1161年－1164年）[6]
- 完顏永中（1165年－1173年）[7]
- 完顏璋（1173年－1174年）[8]
- 徒單克寧（1174年）[8]
- 烏古論元忠（1175年－？）[9]
- 蒲察通[10]
- 完顏永功（1178年－1183年）[7]
- 移剌慥（1183年－1185年）[11]
- 完顏璟（1185年－1186年）[12]
- 完顏永蹈（1186年－1189年）[7]

### 金代知大興府事（1189年－1215年）
- 唐括貢[9]
- 張萬公（1191年）[10]
- 王翛（1191年）[13]
- 張大節[14]
- 尼厖古鑑（？－1194年）[15]
- 完顏𠅿[16]
- 完顏卞（1196年見任）[15]
- 胥持國（？－1197年）[15]
- 完顏卞（？－1200年）[17]
- 紇石烈執中（1201年－1204年）[18]
- 张复亨（1204年）
- 完顏承暉（1205年見任）[19]
- 溫迪罕思齊（1207年見任）[20]
- 紇石烈執中（1209年）[18]
- 徒單公弼（1209年－1210年）[9]
- 徒單南平（？－1213年）[21]
- 武都（1213年）[22]
- 胥鼎（1213年－1214年）[23]
- 高霖（1214年－1215年）[23]

### 元代大興府尹（1215年－1368年）
- 張柔（1218年－？）[24]

以下由大都路總管兼任
- 忽辛（1273年－1279年）[25]
- 郝天舉[26]
- 沙的（1297年見任）[27]
- 姚天福（1300年－1302年）[28]
- 馬思忽（1317年見任）[29]
- 劉原仁（？－1331年）[30]
- 李稷（1361年－1364年）[31]